# Augustine Thang Zawm Hung
Augustine Thang Zawm Hung (ur. 4 grudnia 1973 w Mindat) – mjanmański duchowny rzymskokatolicki, biskup Mindat od 2025.

## Życiorys
Święcenia kapłańskie przyjął 17 listopada 2002 i został inkardynowany do diecezji  Hakha.
25 stycznia 2025 papież Franciszek mianował go biskupem nowo powstałej diecezji Mindat. Sakry udzielił mu 27 kwietnia 2025 arcybiskup Marco Tin Win. 